# 16147 Jeanli
A 16147 Jeanli (ideiglenes jelöléssel 1999 XL175) a Naprendszer kisbolygóövében található aszteroida. A LINEAR projekt keretében fedezték fel 1999. december 10-én.